# Lysandra alpiumfusca
Lysandra alpiumfusca är en fjärilsart som beskrevs av Ruggero Verity 1926. Lysandra alpiumfusca ingår i släktet Lysandra och familjen juvelvingar. Inga underarter finns listade i Catalogue of Life.